# Łyżwiarstwo szybkie na Zimowych Igrzyskach Olimpijskich 2006
Zawody w łyżwiarstwie szybkim na Zimowych Igrzyskach Olimpijskich 2006 odbywały się w dniach 11 lutego – 21 lutego 2006 roku. Zarówno mężczyźni i kobiety walczyli w sześciu konkurencjach: na 500 m, 1000 m, 1500 m, 5000 m, 10 000 m i biegu drużynowym dla mężczyzn oraz 500 m, 1000 m, 1500 m, 3000 m i biegu drużynowym dla kobiet. Łącznie rozdanych zostało zatem dwanaście kompletów medali. Biegi drużynowe rozegrano po raz pierwszy w historii igrzysk. Zawody odbywały się na torze lodowym w hali Oval Lingotto. W tabeli medalowej zwyciężyli Amerykanie. 

## Terminarz
| Data           | Miejscowość | Konkurencja             | Złoto            | Srebro             | Brąz                   |
| -------------- | ----------- | ----------------------- | ---------------- | ------------------ | ---------------------- |
| 11 lutego 2006 | Turyn       | 5000 m mężczyzn         | Chad Hedrick     | Sven Kramer        | Enrico Fabris          |
| 12 lutego 2006 | Turyn       | 3000 m kobiet           | Ireen Wüst       | Renate Groenewold  | Cindy Klassen          |
| 13 lutego 2006 | Turyn       | 500 m mężczyzn          | Joey Cheek       | Dmitrij Dorofiejew | Lee Kang-seok          |
| 13 lutego 2006 | Turyn       | 500 m kobiet            | Swietłana Żurowa | Wang Manli         | Ren Hui                |
| 16 lutego 2006 | Turyn       | Bieg drużynowy kobiet   | Niemcy           | Kanada             | Rosja                  |
| 16 lutego 2006 | Turyn       | Bieg drużynowy mężczyzn | Włochy           | Kanada             | Holandia               |
| 18 lutego 2006 | Turyn       | 1000 m mężczyzn         | Shani Davis      | Joey Cheek         | Erben Wennemars        |
| 19 lutego 2006 | Turyn       | 1000 m kobiet           | Marianne Timmer  | Cindy Klassen      | Anni Friesinger-Postma |
| 21 lutego 2006 | Turyn       | 1500 m mężczyzn         | Enrico Fabris    | Shani Davis        | Chad Hedrick           |
| 22 lutego 2006 | Turyn       | 1500 m kobiet           | Cindy Klassen    | Kristina Groves    | Ireen Wüst             |
| 22 lutego 2006 | Turyn       | 10 000 m mężczyzn       | Bob de Jong      | Chad Hedrick       | Carl Verheijen         |
| 25 lutego 2006 | Turyn       | 5000 m kobiet           | Clara Hughes     | Claudia Pechstein  | Cindy Klassen          |

## Mężczyźni

### 500 m
| Miejsce | Państwo           | Zawodnik           | Czas  | Strata |
| ------- | ----------------- | ------------------ | ----- | ------ |
|         | Stany Zjednoczone | Joey Cheek         | 69,76 | -      |
|         | Rosja             | Dmitrij Dorofiejew | 70,41 | +0,65  |
|         | Korea Południowa  | Lee Kang-seok      | 70,43 | +0,67  |
| 4.      | Japonia           | Yūya Oikawa        | 70,56 | +0,80  |
| 5.      | Chiny             | Yu Fengtong        | 70,68 | +0,96  |
| 6.      | Japonia           | Jōji Katō          | 70,78 | +1,02  |
| 7.      | Kanada            | Mike Ireland       | 70,88 | +1,12  |
| 8.      | Korea Południowa  | Choi Jae-bong      | 71,04 | +1,28  |
| 9.      | Kanada            | Jeremy Wotherspoon | 71,05 | +1,29  |
| 10.     | Finlandia         | Pekka Koskela      | 71,09 | +1,33  |
| . . .   |                   |                    |       |        |
| 32.     | Polska            | Artur Waś          | 73,04 | +3,28  |
| 36.     | Polska            | Maciej Ustynowicz  | 88,01 | +19,25 |

Data: 13 lutego 2006

### 1000 m
| Miejsce | Państwo           | Zawodnik            | Czas    | Strata |
| ------- | ----------------- | ------------------- | ------- | ------ |
|         | Stany Zjednoczone | Shani Davis         | 1:08,89 | -      |
|         | Stany Zjednoczone | Joey Cheek          | 1:09,16 | +0,27  |
|         | Holandia          | Erben Wennemars     | 1:09,32 | +0,43  |
| 4.      | Korea Południowa  | Lee Kyu-hyeok       | 1:09,37 | +0,48  |
| 5.      | Holandia          | Jan Bos             | 1:09,42 | +0,53  |
| 6.      | Stany Zjednoczone | Chad Hedrick        | 1:09,45 | +0,56  |
| 7.      | Rosja             | Jewgienij Łalenkow  | 1:09,46 | +0,57  |
| 8.      | Holandia          | Stefan Groothuis    | 1:09,57 | +0,68  |
| 9.      | Stany Zjednoczone | Casey FitzRandolph  | 1:09,59 | +0,70  |
| 10.     | Rosja             | Dmitrij Dorofiejew  | 1:09,74 | +0,85  |
| . . .   |                   |                     |         |        |
| 13.     | Polska            | Konrad Niedźwiedzki | 1:09,95 | +1,96  |
| DSQ     | Polska            | Maciej Ustynowicz   | -       | -      |

Data: 18 lutego 2006

### 1500 m
| Miejsce | Państwo           | Zawodnik              | Czas    | Strata |
| ------- | ----------------- | --------------------- | ------- | ------ |
|         | Włochy            | Enrico Fabris         | 1:45,97 | -      |
|         | Stany Zjednoczone | Shani Davis           | 1:46,13 | +0,16  |
|         | Stany Zjednoczone | Chad Hedrick          | 1:46,22 | +0,25  |
| 4.      | Holandia          | Simon Kuipers         | 1:46,58 | +0,59  |
| 5.      | Holandia          | Erben Wennemars       | 1:46,71 | +0,74  |
| 6.      | Rosja             | Iwan Skobriew         | 1:46,91 | +0,94  |
| 7.      | Norwegia          | Petter Andersen       | 1:47,15 | +1,18  |
| 8.      | Norwegia          | Mikael Flygind Larsen | 1:47,28 | +1,31  |
| 9.      | Stany Zjednoczone | Joey Cheek            | 1:47,52 | +1,55  |
| 10.     | Norwegia          | Even Wetten           | 1:47,78 | +1,81  |
| . . .   |                   |                       |         |        |
| 12.     | Polska            | Konrad Niedźwiedzki   | 1:48,09 | +2,12  |

Data: 21 lutego 2006

### 5000 m
| Miejsce | Państwo           | Zawodnik       | Czas    | Strata |
| ------- | ----------------- | -------------- | ------- | ------ |
|         | Stany Zjednoczone | Chad Hedrick   | 6:14,68 | -      |
|         | Holandia          | Sven Kramer    | 6:16,40 | +1,72  |
|         | Włochy            | Enrico Fabris  | 6:18,25 | +3,57  |
| 4.      | Holandia          | Carl Verheijen | 6:18,84 | +4,16  |
| 5.      | Kanada            | Arne Dankers   | 6:21,26 | +6,58  |
| 6.      | Holandia          | Bob de Jong    | 6:22,12 | +7,44  |
| 7.      | Stany Zjednoczone | Shani Davis    | 6:23,08 | +8,40  |
| 8.      | Norwegia          | Øystein Grødum | 6:24,21 | +9,53  |
| 9.      | Norwegia          | Lasse Sætre    | 6:25,15 | +10,47 |
| 10.     | Norwegia          | Eskil Ervik    | 6:26,91 | +12,23 |
| . . .   |                   |                |         |        |
| 18.     | Polska            | Paweł Zygmunt  | 6:35,01 | +20,33 |

Data: 11 lutego 2006

### 10 000 m
| Miejsce | Państwo           | Zawodnik       | Czas     | Strata |
| ------- | ----------------- | -------------- | -------- | ------ |
|         | Holandia          | Bob de Jong    | 13:01,57 | -      |
|         | Stany Zjednoczone | Chad Hedrick   | 13:05,40 | +3,83  |
|         | Holandia          | Carl Verheijen | 13:08,80 | +7,23  |
| 4.      | Norwegia          | Øystein Grødum | 13:12,58 | +11,01 |
| 5.      | Norwegia          | Lasse Sætre    | 13:12,93 | +11,36 |
| 6.      | Rosja             | Iwan Skobriew  | 13:17,54 | +15,97 |
| 7.      | Holandia          | Sven Kramer    | 13:18,14 | +16,57 |
| 8.      | Włochy            | Enrico Fabris  | 13:21,54 | +19,97 |
| 9.      | Kanada            | Arne Dankers   | 13:23,55 | +21,98 |
| 10.     | Szwecja           | Johan Röjler   | 13:29,50 | +27,93 |

Data: 24 lutego 2006

### Bieg drużynowy
| Miejsce | Zawodnicy                                       | Reprezentacja     |
| ------- | ----------------------------------------------- | ----------------- |
| złoto   | Matteo Anesi Enrico Fabris Ippolito Sanfratello | Włochy            |
| srebro  | Arne Dankers Steven Elm Justin Warsylewicz      | Kanada            |
| brąz    | Sven Kramer Mark Tuitert Carl Verheijen         | Holandia          |
| 4.      | Håvard Bøkko Eskil Ervik Mikael Flygind Larsen  | Norwegia          |
| 5.      | Aleksandr Kibałko Dmitrij Szepeł Iwan Skobriew  | Rosja             |
| 6.      | KC Boutiette Charles Leveille Clay Mull         | Stany Zjednoczone |

Data: 16 lutego 2006

## Kobiety

### 500 m
| Miejsce | Państwo          | Zawodnik         | Czas  | Strata |
| ------- | ---------------- | ---------------- | ----- | ------ |
|         | Rosja            | Swietłana Żurowa | 76,57 | -      |
|         | Chiny            | Wang Manli       | 76,78 | +0,21  |
|         | Chiny            | Ren Hui          | 76,87 | +0,30  |
| 4.      | Japonia          | Tomomi Okazaki   | 76,92 | +0,35  |
| 5.      | Korea Południowa | Lee Sang-hwa     | 77,04 | +0,47  |
| 6.      | Niemcy           | Jenny Wolf       | 77,25 | +0,68  |
| 7.      | Chiny            | Wang Beixing     | 77,27 | +0,70  |
| 8.      | Japonia          | Sayuri Osuga     | 77,39 | +0,82  |
| 9.      | Japonia          | Sayuri Yoshii    | 77,43 | +0,86  |
| 10.     | Włochy           | Chiara Simionato | 77,68 | +1,11  |

Data: 14 lutego 2006

### 1000 m
| Miejsce | Państwo           | Zawodnik               | Czas    | Strata |
| ------- | ----------------- | ---------------------- | ------- | ------ |
|         | Holandia          | Marianne Timmer        | 1:16,05 | -      |
|         | Kanada            | Cindy Klassen          | 1:16,09 | +0,04  |
|         | Niemcy            | Anni Friesinger-Postma | 1:16,11 | +0,06  |
| 4.      | Holandia          | Ireen Wüst             | 1:16,39 | +0,34  |
| 5.      | Kanada            | Kristina Groves        | 1:16,54 | +0,49  |
| 6.      | Holandia          | Barbara de Loor        | 1:16,73 | +0,68  |
| 7.      | Rosja             | Swietłana Żurowa       | 1:17,13 | +1,08  |
| 8.      | Polska            | Katarzyna Wójcicka     | 1:17,28 | +1,23  |
| 9.      | Rosja             | Jekatierina Abramowa   | 1:17,33 | +1,28  |
| 10.     | Stany Zjednoczone | Jennifer Rodriguez     | 1:17,47 | +1,42  |

Data: 19 lutego 2006

### 1500 m
| Miejsce | Państwo           | Zawodnik               | Czas    | Strata |
| ------- | ----------------- | ---------------------- | ------- | ------ |
|         | Kanada            | Cindy Klassen          | 1:55,27 | -      |
|         | Kanada            | Kristina Groves        | 1:56,74 | +1,47  |
|         | Holandia          | Ireen Wüst             | 1:56,90 | +1,63  |
| 4.      | Niemcy            | Anni Friesinger-Postma | 1:57,31 | +2,04  |
| 5.      | Włochy            | Chiara Simionato       | 1:58,76 | +3,49  |
| 6.      | Rosja             | Jekatierina Łobyszewa  | 1:58,87 | +3,60  |
| 7.      | Kanada            | Christine Nesbitt      | 1:59,15 | +3,88  |
| 8.      | Stany Zjednoczone | Jennifer Rodriguez     | 1:59,30 | +4,03  |
| 9.      | Holandia          | Renate Groenewold      | 1:59,33 | +4,06  |
| 10.     | Niemcy            | Daniela Anschütz-Thoms | 1:59,74 | +4,47  |
| 11.     | Polska            | Katarzyna Wójcicka     | 1:59,96 | +4,69  |

Data: 22 lutego 2006

### 3000 m
| Miejsce | Państwo  | Zawodnik               | Czas    | Strata |
| ------- | -------- | ---------------------- | ------- | ------ |
|         | Holandia | Ireen Wüst             | 4:02,43 | -      |
|         | Holandia | Renate Groenewold      | 4:03,48 | +1,05  |
|         | Kanada   | Cindy Klassen          | 4:04,37 | +1,94  |
| 4.      | Niemcy   | Anni Friesinger-Postma | 4:04,59 | +2,16  |
| 5.      | Niemcy   | Claudia Pechstein      | 4:05,54 | +3,11  |
| 6.      | Niemcy   | Daniela Anschütz-Thoms | 4:06,89 | +4,46  |
| 7.      | Czechy   | Martina Sáblíková      | 4:08,42 | +5,99  |
| 8.      | Kanada   | Kristina Groves        | 4:09,03 | +6,60  |
| 9.      | Kanada   | Clara Hughes           | 4:09,17 | +6,74  |
| 10.     | Polska   | Katarzyna Wójcicka     | 4:09,61 | +7,18  |

Data: 12 lutego 2006

### 5000 m
| Miejsce | Państwo           | Zawodnik               | Czas    | Strata |
| ------- | ----------------- | ---------------------- | ------- | ------ |
|         | Kanada            | Clara Hughes           | 6:59,07 | -      |
|         | Niemcy            | Claudia Pechstein      | 7:00,08 | +1,01  |
|         | Kanada            | Cindy Klassen          | 7:00,57 | +1,50  |
| 4.      | Czechy            | Martina Sáblíková      | 7:01,38 | +2,31  |
| 5.      | Niemcy            | Daniela Anschütz-Thoms | 7:02,82 | +3,75  |
| 6.      | Kanada            | Kristina Groves        | 7:03,95 | +4,88  |
| 7.      | Stany Zjednoczone | Catherine Raney        | 7:04,91 | +5,84  |
| 8.      | Norwegia          | Maren Haugli           | 7:06,08 | +7,01  |
| 9.      | Holandia          | Renate Groenewold      | 7:11,32 | +12,15 |
| 10.     | Holandia          | Carien Kleibeuker      | 7:12,18 | +13,11 |
| . . .   |                   |                        |         |        |
| 16.     | Polska            | Katarzyna Wójcicka     | 7:28,09 | +29,02 |

Data: 25 lutego 2006

### Bieg drużynowy
| Miejsce | Zawodnicy                                                       | Reprezentacja     |
| ------- | --------------------------------------------------------------- | ----------------- |
| złoto   | Daniela Anschütz-Thoms Anni Friesinger-Postma Claudia Pechstein | Niemcy            |
| srebro  | Kristina Groves Clara Hughes Christine Nesbitt                  | Kanada            |
| brąz    | Jekatierina Abramowa Jekatierina Łobyszewa Swietłana Wysokowa   | Rosja             |
| 4.      | Eriko Ishino Hiromi Otsu Maki Tabata                            | Japonia           |
| 5.      | Margaret Crowley Maria Lamb Catherine Raney                     | Stany Zjednoczone |
| 6.      | Gretha Smit Paulien van Deutekom Ireen Wüst                     | Holandia          |

Data: 16 lutego 2006

## Tabela medalowa
| Poz.    | Państwo           |    |    |    | Łącznie |
| 1       | Stany Zjednoczone | 3  | 3  | 1  | 7       |
| 2       | Holandia          | 3  | 2  | 4  | 9       |
| 3       | Kanada            | 2  | 4  | 2  | 8       |
| 4       | Włochy            | 2  | 0  | 1  | 3       |
| 5       | Niemcy            | 1  | 1  | 1  | 3       |
| 5       | Rosja             | 1  | 1  | 1  | 3       |
| 7       | Chiny             | 0  | 1  | 1  | 2       |
| 8       | Korea Południowa  | 0  | 0  | 1  | 1       |
|         |                   |    |    |    |         |
| Łącznie | Łącznie           | 12 | 12 | 12 | 36      |